# Jo Jo Hoo Kim
Joseph Hoo Kim, dit Jo Jo Hoo Kim (né le 10 décembre 1942 à Kingston (Jamaïque) et mort le 20 septembre 2018 à New York (États-Unis)
) est l'un des plus importants producteurs jamaïcains de reggae de la fin des années 1970.
Il est à la tête du studio Channel One associé à ses trois frères. Il le fonde en 1972 avec une console quatre pistes au 29 de l'avenue Maxfield à West Kingston.

## Biographie
Issu de parents d'origine chinoise, Joseph Hoo Kim et ses frères baignent au début de leur vie professionnelle, dans l'industrie des jeux et paris. Après que le gouvernement jamaïcain a déclaré les machines à sous illégales, ils se dirigent vers la musique. Ils montèrent tout d'abord le sound-system Channel One. Suivi par le studio du même nom monté avec l'aide de Bunny Lee et Syd Bucknor. La première année est consacrée à la mise au point technique du lieu et à la recherche du son parfait. Le studio est alors ouvert gratuitement aux producteurs pour faire des essais. Le frère de Joseph, Ernest, deviendra l'ingénieur du son du studio. Sa première production est créditée Stranger et Gladdy pour Don't Give Up the Fight. En 1975, Joseph Hoo Kim, fonde les Revolutionaries avec Sly et Robbie comme cellule centrale. Nombreuses sont ses productions issues de riddims du catalogue de Studio One. Clement Dodd viendra personnellement lui demander des comptes accompagné d'un revolver.
Jo Jo Hoo Kim encouragera quelques révolutions sonores dans le reggae. Ses productions seront marquées par des variations dans le rythme de la batterie. Il sortira également le premier mix réunissant versions chantée et DJ sur un même single (The Jays et Ranking Trevor Truly). Son plus grand succès commercial reste Right Time des Mighty Diamonds produit en 1975. Il produira de grands noms de la musique jamaïcaine comme Leroy Smart, Delroy Wilson, Black Uhuru, Horace Andy, les Wailing Souls, Dillinger et bien d'autres. Les labels Well Charge, Channel One, Cha Cha, Black Swan, Greensleeves, Island et Virgin éditeront ses productions. Après la mort d'un de ses frères en 1977 et à la suite d'une dépression, ses productions se font moins nombreuses. Il part alors vivre à New York. 
En 1979, Jo Jo Hoo Kim fait rénover son studio et reviendra une fois par mois en Jamaïque afin de suivre les opérations de production. Il lance les albums clash où les deux faces d'un LP séparent deux DJs avec la série Showdown sur le label Hitbound. Mais après que le dancehall fut entré dans une période digitale, il se retirera de la vie musicale jamaïcaine et s'installera définitivement à New York.